# Sewerynów (powiat Otwocki)
Sewerynów is een dorp in de Poolse woiwodschap Mazovië. De plaats maakt deel uit van de gemeente Sobienie-Jeziory en telt 30 inwoners.